# Abborrtjärnen (Norra Ny socken, Värmland, 671706-136076)
Abborrtjärnen är en sjö i Torsby kommun i Värmland och ingår i Göta älvs huvudavrinningsområde.